# Penthesilea (geslacht)
Penthesilea is een geslacht van vlinders van de familie snuitmotten (Pyralidae), uit de onderfamilie Chrysauginae.

## Soorten
- P. difficilis Felder & Rogenhofer, 1874
- P. leucogramma Hampson, 1904
- P. sacculalis Ragonot, 1890